# Ian Boylan
Ian Boylan (ur. 6 maja 1983 roku w Norman w stanie Oklahoma) – amerykański koszykarz grający na pozycji niskiego skrzydłowego. Boylan swoją poważną przygodę z koszykówką rozpoczął w 2001 roku w lidze NCAA w zespole Cal State Northridge Matadors. W sezonie 2005-2006 grał w Portugalii dla Casino Figueira Ginasio. Dwa kolejne sezony spędził w austriackim zespole Allianz Swans Gmunden. W sezonie 2008-2009 reprezentował barwy włocławskiego Anwilu. W 2009 roku został ponownie zawodnikiem zespołu Allianz Swans Gmunden. W kolejnych latach na dobre zadomowił się w rejonie alpejskim, grając kolejno dla szwajcarskiego BBC Monthey, BC Vienna oraz Kapfenberg Bulls.

## Przebieg kariery
- 2001-2005 Cal. St-Northridge
- 2005-2006 Casino Figueira Ginasio
- 2006-2008 Allianz Swans Gmunden
- 2008-2009 Anwil Włocławek
- 2009-2011 Allianz Swans Gmunden
- 2011-2012 BBC Monthey
- 2012-2013 BC Vienna
- 2013-2015 Kapfenberg Bulls

## Statystyki podczas występów w PLK
- Sezon 2008/2009 (Anwil Włocławek): 35 meczów (średnio 7,1 punktu, 3 zbiórki oraz 2 asysty w ciągu 26,8 minuty)